# Karosa C 835
Karosa C835 (русск. [каро́са цэ о́см сет тршице́т пет]) — междугородный автобус, выпускавшийся заводом Karosa в 1997-1999 годах.

## Конструкция
Дизайн модели C835 почти полностью идентичен серии 800. Это пригородный двухосный автобус с кузовом полунесущей конструкции и двигателем за задней осью. По правому борту размещены две навесных двери примерно одинакового размера. Отличия от C834 модели заключаются в увеличенном до 5 м³ багажном отсеке. Это удалось получить благодаря установке сидений на подиумы. Сами сиденья были заменены на более комфортные с высокой спинкой. Размещение сидений — 2+2 с проходом посередине. Модель C835 в целом идентична модели C735, но, в отличие от неё, имеет улучшенную теплоизоляцию и систему отопления, так как была рассчитана для эксплуатации в России. В период с 1997—1999 было выпущено всего 12 экземпляров данной модели.

## Производство
C835, как и вся серия 800, была рассчитана на экспорт в страны бывшего Советского Союза, где 900 серия не пользовалась особой популярностью.
Большая часть произведенных автобусов было отправлена на экспорт. Единичные экземпляры из-за финансовых трудностей заказчика оказались в Чешской и Словацкой республиках.